# Reconstitution de taxon
Pour les articles homonymes, voir Reconstitution.
La reconstitution de taxon est l'élevage sélectif d'animaux domestiques dans la recherche de la ressemblance avec un taxon sauvage (espèce, race, etc.), typiquement éteint. Cela peut être dans le but d’introduire le taxon ainsi créé dans le milieu naturel pour occuper la niche écologique du taxon disparu.

## Projets
- l'aurochs de Heck (sélection poursuivie avec les Taurus), le programme Tauros, le projet Uruz ou encore le projet Auerrind, tentatives de reconstitution de l'aurochs par sélection de bovins ;
- le konik et le cheval de Heck, tentatives de reconstitution du tarpan ;
- le Projet Quagga, tentative de reconstitution du quagga à partir du zèbre des plaines ;
- le croisement de buffles domestiques (bubalus bubalis) et de buffles sauvages indiens (Bubalus arnee bubalis), tentative de reconstitution du buffle européen disparu.